# Тюни, Тамара
Тамара Тюни (англ. Tamara Tunie; род. 14 марта 1959, Мак-Киспорт, Пенсильвания) — американская актриса, режиссёр и продюсер. Она наиболее известна по своей роли судебно-медицинского эксперта Мелинды Уоррен в телесериале «Закон и порядок: Специальный корпус» (2000 — настоящее время), а также адвоката Джессики Гриффин в телесериале «Как вращается мир» (1987—1995 и 2000—2009 как приглашённая звезда).

## Жизнь и карьера
Тамара Тюни родилась в Мак-Киспорте, штат Пенсильвания. Она окончила Университет Карнеги — Меллон в 1981 году. Самой большой её ролью в начале карьеры стала роль адвоката Джессики Гриффин в мыльной опере «Как вращается мир», где она дебютировал в 1986 году и впоследствии периодически возвращалась в шоу. Она сыграла заметные роли в фильмах «Уолл-стрит», Ищейки с Бродвея, «Адвокат дьявола», где она снималась в сексуальной сцене, и «Глаза змеи».
Тюни появилась в телесериале «24» в 2002 году, а также снялась в фильме «Клошар», за что получила номинацию на премию «Независимый дух».
С 2000 года Тюни играет роль судебно-медицинского эксперта Мелинды Уоррен в сериале «Закон и порядок: Специальный корпус». Кроме этого, она выступила продюсером Бродвейского шоу «Пробуждение весны», получившего премию «Тони». В 2010 году она завершила свой дебют в качестве продюсера и режиссёра фильма «До встречи в сентябре». В 2012 году она появилась в фильме «Экипаж», а после была приглашена на одну из главных ролей в сериал «Красная дорога».

## Фильмография

### Фильмы
| Год  | Название на русском | Название на английском  | Роль             | Примечания                                                                |
| ---- | ------------------- | ----------------------- | ---------------- | ------------------------------------------------------------------------- |
| 1987 | Милая Лоррейн       | Sweet Lorraine          | Джули            |                                                                           |
| 1987 | Уолл-стрит          | Wall Street             | Кэролин          |                                                                           |
| 1989 | Ищейки с Бродвея    | Bloodhounds of Broadway | Синтия Харрис    |                                                                           |
| 1993 | Восходящее солнце   | Rising Sun              | Лорен Смит       |                                                                           |
| 1996 | Спасая Желание      | Rescuing Desire         | Ван              |                                                                           |
| 1996 | Квентин Карр        | Quentin Carr            | Детектив         | Короткометражный фильм                                                    |
| 1996 | Мэрия               | City Hall               | Лесли Христос    |                                                                           |
| 1996 |                     | The Money Shot          |                  |                                                                           |
| 1997 |                     | Spirit Lost             | Энн              |                                                                           |
| 1997 | Пристанище Евы      | Eve’s Bayou             | Рассказчик       |                                                                           |
| 1997 | Адвокат дьявола     | The Devil’s Advocate    | Джеки Хит        |                                                                           |
| 1997 | Миротворец          | The Peacemaker          | Джоди            |                                                                           |
| 1998 | Глаза змеи          | Snake Eyes              | Антея            |                                                                           |
| 2001 | Клошар              | The Caveman’s Valentine | Шейла            | Номинация — Премия «Независимый дух» за лучшую женскую роль второго плана |
| 2007 | Загробная жизнь     | AfterLife               | Николь           |                                                                           |
| 2010 | Увидимся в сентябре | See You in September    |                  | Режиссёр и продюсер                                                       |
| 2012 | Потерянное          | Missed Connections      | Фелисити Грей    |                                                                           |
| 2012 | Экипаж              | Flight                  | Маргарет Томасон | Номинация — Black Reel Award за лучшую женскую роль второго плана         |
| 2014 |                     | Fall to Rise            | Анника           |                                                                           |

### Телевидение
| Год                          | Название на русском                      | Название на английском                           | Роль                                       | Примечания |
| ---------------------------- | ---------------------------------------- | ------------------------------------------------ | ------------------------------------------ | --- |
| 1986-95, 2000-07, 2009, 2010 | Как вращается мир                        | As the World Turns                               | Джессика Гриффин                           | Номинация — NAACP Image Award за лучшую женскую роль в дневной драме (2003—2004) Номинация — Дайджест мыльных опер за лучшую женскую роль второго плана в дневной драме (1995, 2003) |
| 1986                         | Спенсер                                  | Spenser: For Hire                                | Нина                                       | 1 эпизод |
| 1993                         | Трибека                                  | Tribeca                                          | Тори                                       | 3 эпизода |
| 1996                         | Подводная одиссея                        | seaQuest DSV                                     | Лаура                                      | 1 эпизод |
| 1996                         | Закон и порядок                          | Law & Order                                      | Кэролайн Беннетт                           | 1 эпизод |
| 1996                         | Возвращение: Легенда Эрла «Козла» Маниго | Rebound: The Legend of Earl 'The Goat' Manigault | Мисс Маркус                                | Телефильм |
| 1997                         | Надежда Чикаго                           | Chicago Hope                                     | Ленни                                      | 1 эпизод |
| 1994-1997                    | Полиция Нью-Йорка                        | NYPD Blue                                        | Лилиан Фэнси                               | 5 эпизодов |
| 1999                         | Секс в большом городе                    | Sex and the City                                 | Эйлин                                      | 2 эпизод 6 серия |
| 2000 — наст. время           | Закон и порядок: Специальный корпус      | Law & Order: Special Victims Unit                | Судебно-медицинский эксперт Мелинда Уоррен | 214+ эпизодов |
| 2002                         | 24 часа                                  | 24                                               | Альберта Грин                              | 6 эпизодов |
| 2005                         | Закон и порядок: Суд присяжных           | Law & Order: Trial by Jury                       | Судебно-медицинский эксперт Мелинда Уоррен | 1 эпизод |
| 2013                         | Хорошая жена                             | The Good Wife                                    | Серафина Норви                             | 1 эпизод |
| 2014                         | Красная дорога                           | The Red Road                                     |                                            | Мини-сериал |
| 2015                         | Элементарно                              | Elementary                                       | Лили Купер                                 | 4 сезон 10 эпизод |
| 2017-2018                    | Лучше звоните Солу                       | Better Call Saul                                 | Анита                                      | 3 эпизода |
| 2021                         | Ковбой Бибоп                             | Cowboy Bebop                                     | Ана                                        | |